# Grosshennersdorf
Grosshennersdorf (tyska: Großhennersdorf) är en del av staden Herrnhut i distriktet Görlitz i Sachsen i Tyskland.
Orten grundades 1296. Orten är kanske mest känd som hem för baronessan Henriette Katharina von Gersdorf (född von Friesen auf Rötha), änka till guvernören i Oberlausitz, baron Nicolaus von Gersdorf. Katharinenhof-skolan är uppkallad efter henne. 
Kommunens underavdelningar är Grosshennersdorf, Neundorf, Schönbrunn, Grosshennersdorf, Euldorf och Heuscheune.